# Хайхі
Хайхі — село в Кулінському районі Дагестану.
Історія виникнення тягнеться на початок першого тисячоліття. Назва походить від слів: «Хъю» — «двір» та «хъи» — «ріг».
До райцентру 10 км, до Махачкали — 180 км.
З появою Ісламу в селі появились мечеті та письмо. Рештки двох мечетей та кількох будинків епохи середніх віків збереглися донині. В верхній частині села видко рештки споруд давніх віків. Зараз село знаходиться на місці старого цвинтару, з збільшенням населення цвинтар перенесли на схід, де тепер школа.
Школа функціонує з 1924 року.
З 11 по 14 червня 2002 року В селі Хайхі проходив фестиваль лакської пісні. В ньому брали участь 250 виконавців віком від 12 до 80 років. Спеціально до фестивалю було збудовано театр з амфітеатром на 700 людей. Будівництво пройшло дуже швидко і вдало (почали в квітні і завершили до початку фестивалю) незважаючи на несприятливі погодні умови весни та літа 2002.